# Guillaucourt
 Guillaucourt  es una población y comuna francesa, en la región de Picardía, departamento de Somme, en el distrito de Montdidier y cantón de Rosières-en-Santerre.

## Demografía
| 363 | 340 | 323 | 302 | 296 | 305 |
| Para los censos de 1962 a 1999 la población legal corresponde a la población sin duplicidades (Fuente: INSEE [Consultar]) |     |     |     |     |     |